# شبيه الفقاع الندبي
شبيه الفقاع الندبي (المعروف أيضًا بـ«فقعان الأغشية المخاطية»، «إم إم بي»، «شبيه الفقاع المخاطي الحميد،» «الفقعان الحميد للأغشية المخاطية» «فقاع عيني،» and «تندب شبيه الفقاع») هو مرض نادر ومزمن ذو مناعة ذاتية يُحدِث تقرحات تحت الظهارة وهو مرض جلدي تآكلي في الأغشية المخاطية والجلد الذي يؤدي إلى تندب على الأقل في بعض المناطق المصابة.:581
ويشار لشبيه الفقاع الندبي بمجموعة متنوعة من التسميات تعتمد بصورةٍ أكبر على المنطقة المصابة، ومن أمثلة هذه المسميات: «التهاب اللثة التوسفي،» «الفقاع عيني،» and «الفقعان الحميد للأغشية المخاطية.» ومع ذلك، «...يُعتقد في الوقت الراهن أن مثل هذه التسميات محيرة ومضللة نوعًا ما (على سبيل المثال، يعتبر الفقاع في هذا السياق تسميةً خاطئة؛ جيث إن مثل هذا المرض لا يكاد يكون حميدًا نظرًا لمدى الإصابة بالأمراض التي من الممكن أن يسببها).» :581

## الأعراض
في فقعان الأغشية المخاطية، يظهر رد فعل المناعة الذاتية على الجلد، وتحديدًا على مستوى الغشاء القاعدي، الذي يربط بين طبقة الجلد السفلى (الأدمة) وطبقة الجلد العليا (البشرة) ويحافظ عليها ملتصقةً بالجسم.
عندما تكون الحالة نشطة، يذوب الغشاء القاعدي بواسطة الأجسام المضادة المُنتجة، وتترك مناطق الجلد مكانها عند القاعدة، مما يؤدي إلى ظهور بثور صلبة تترك آثارًا دائمة إذا ما تم فقعها. وبعبارةٍ أخرى، يعد هذا مرضًا تقشريًا/بثوريًا حيث «ينفصل» النسيج الظهاري عن النسيج الضام أسفله، مما يسمح بتجمع السوائل والتي ينتج عنها ظهور فقاعات أو بثور.
غالبًا ما يؤثر رد فعل المناعة الذاتية على الفم، ويسبب تقرحات في الـلثة أو جدرة اللثة، ولكنه يمكن أن يؤثر أيضًا على مناطق الغشاء المخاطي في أي مكان آخر من الجسم، مثل الجيوب الأنفية، والأعضاء التناسلية والشرج. وعندما تتأثر قرنية العين، قد يؤدي تكرار التندب إلى العمى.
علامة نيكوليسكي (Nikolsky's sign) (ضغط جانبي لطيف) على الغشاء المخاطي غير المصاب أو الجلد المكون للفقاعة. إذا لم تظهر أية إصابات أثناء الفحص يمكن أن يكون ذلك مفيدًا لإظهار قلة التصاق الظهارية. في (الفقاع) تميل الظهارة إلى التفكك بدلاً من تشكيل فقاعة.
توجد علامة نيكولسكي فقط في حالة الفقاع وليست موجودة في حالة شبيه الفقاع.

## التشخيص
تقنيات التشخيص:
- الأجسام المضادة (كريين مناعي ج) (IgG) المرسبة لمكون المتمم 3 (C3) في الصفيحة البيضاء من الغشاء القاعدي.
- الأجسام المضادة الذاتية الدائرة للمستضد بيتا بروتين-1 (تقع في شق الجسيم الرابط). 50% لديها بيتا بروتين-2 (BP-2).
- علامة نيكولسكي السلبية.
- كريين مناعي ج، والمكون المتمم 3 (C3) في الغشاء القاعدي يؤدي إلى تكون خط سلس في التحليل المناعي الضوئي.